# 1,3-ジオキサン

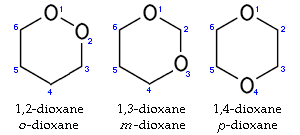

1,3-ジオキサン(1,3-Dioxane)またはm-ジオキサン(m-dioxane)は、C4H8O2という化学式を持つ環状エーテルである。CAS登録番号は505-22-6。異性体には1,2-ジオキサン、1,4-ジオキサンがある。
融点−45度、沸点の105-106度の無色の液体で、水に可溶。酸化剤と反応しやすい。引火点が1度のため引火しやすい。他のエーテル類同様に空気に触れると爆発性のある過酸化物を作る。消防法に定める第4類危険物 第1石油類に該当する。
1,3-ジオキサンと1,3-ジオキソランは、ブレンステッドまたはローリー酸触媒の存在下で、カルボニル化合物と、1,3-プロパンジオールまたは1,2-プロパンジオールから生成される。